# Antonio Maria Gabellone
Antonio Maria Gabellone (Gallipoli, 16 settembre 1959) è un politico italiano.
Dal giugno 2009 al 31 ottobre 2018 è stato presidente della provincia di Lecce.

## Biografia
Farmacista, è sposato con una collega ed ha due figli. Ha iniziato la carriera politica giovanissimo nelle file della Democrazia Cristiana a Tuglie.
Eletto consigliere comunale nel 1985, assessore ai servizi sociali anche nel mandato successivo, dal 1992 al 1995 è componente il consiglio d'amministrazione dell'Accademia di belle arti di Lecce, in rappresentanza del Ministero della pubblica istruzione.
Sindaco di Tuglie dal 1995 al 2004, diviene successivamente assessore comunale al bilancio e alle politiche comunitarie e approda alla provincia di Lecce come presidente del gruppo consiliare di Forza Italia.
Nel 2009, candidato dal Popolo della Libertà alla presidenza della provincia, viene eletto al ballottaggio con il 51% dei voti, dopo aver ottenuto il 41,4% dei consensi al primo turno battendo la vicepresidente della regione Puglia Loredana Capone (48% mentre 36% al primo turno) e l'ex An Adriana Poli Bortone sostenuta dall'Udc con il 22%.
Il 30 giugno 2014 presiede l'ultima riunione del consiglio provinciale di Lecce direttamente eletto dai cittadini.
Si candida alle elezioni regionali in Puglia del 2020 nella lista Fratelli d'Italia, risultando eletto consigliere regionale con 11.737 preferenze raccolte nella circoscrizione di Lecce.
Nel 2022 si candida alle elezioni politiche con Fratelli d'Italia, risultando primo dei non eletti. Il 2 dicembre 2024 è proclamato deputato dopo le dimissioni di Raffaele Fitto, nominato commissario europeo.